# Karhujärvi (sjö i Suomussalmi, Kajanaland)
Karhujärvi är en sjö i kommunen Suomussalmi i landskapet Kajanaland i Finland. Sjön ligger 228,1 meter över havet. Den är 14 meter djup. Arean är 57 hektar och strandlinjen är 4,72 kilometer lång. Sjön  ingår i Uleälvens huvudavrinningsområde.   Den ligger omkring 120 kilometer öster om Kajana och omkring 570 kilometer nordöst om Helsingfors. 